# Mallanaikanahalli, Harihar
Mallanaikanahalli là một làng thuộc tehsil Harihar, huyện Davanagere, bang Karnataka, Ấn Độ.